# Circunscripción electoral de Menorca

Circunscripción de Menorca
Cortes Generales* Senado: 1 senador (de 266).Parlamento de las Islas Baleares* 13 escaños (de 59)Consejo Insular de Menorca* 13 escaños (de 13)

Menorca es una circunscripción electoral española, utilizada como distrito electoral para el Senado, que es la Cámara Alta del Parlamento Español. Se corresponde con la isla de Menorca y elige 1 senador. Menorca también es una de las 4 circunscripciones electorales de las Islas Baleares para las elecciones autonómicas, la cual escoge a 13 diputados de los 59 que conforman el Parlamento de las Islas Baleares. Además, también constituye la circunscripción única para elegir a los 13 consejeros del Consejo Insular de Menorca.

## Ámbito de la circunscripción y sistema electoral
En virtud del artículo 69.3 de la Constitución Española de 1978 los límites de la circunscripción deben ser los mismos que los de la isla de Menorca. El voto es sobre la base de sufragio universal secreto. En virtud del artículo 12 de la Constitución, la edad mínima para votar es de 18 años.
En el caso del Senado, el sistema electoral sigue el escrutinio mayoritario plurinominal. Se elige un senador, que se corresponde con el que más votos haya recibido.

## Consejo Insular de Menorca

### Consejeros obtenidos por partido (1979-2023)
|                        | Partido Popular de las Islas Baleares    | PPIB      | 1  | 4  | 5  | 6  | 7  | 6  | 6  | 6  | 8  | 5  | 4  | 6  |
|                        | Partido Socialista de las Islas Baleares | PSIB-PSOE | 2  | 5  | 5  | 4  | 4  | 5  | 6  | 6  | 4  | 3  | 4  | 4  |
|                        | Partido Socialista de Menorca            | PSMe      | 3  | 2  | 2  | 2  | 1  | 1  | 1  | 1  | 1  |    |    |    |
|                        | Izquierda Unida de las Islas Baleares    | EUIB      | 1  | 0  | 1  | 1  | 1  | 1  | 0  | 0  | 0  | 0  | 1  | 0  |
|                        | Podem Illes Balears                      | PODEM     |    |    |    |    |    |    |    |    |    | 2  | 1  | 0  |
|                        | Més per Menorca                          | MÉS       |    |    |    |    |    |    |    |    |    | 3  | 3  | 2  |
|                        | Vox                                      | VOX       |    |    |    |    |    |    |    |    |    | 0  | 0  | 1  |
|                        | Ciudadanos-Partido de la Ciudadanía      | CS        |    |    |    |    |    |    |    |    |    | 0  | 1  | 0  |
| Partidos desaparecidos |                                          |           |    |    |    |    |    |    |    |    |    |    |    |    |
|                        | Unión de Centro Democrático              | UCD       | 6  |    |    |    |    |    |    |    |    |    |    |    |
|                        | Centro Democrático y Social              | CDS       |    | 2  | 0  | 0  | 0  | 0  | 0  |    |    |    |    |    |
| Total                  | Total                                    | Total     | 13 | 13 | 13 | 13 | 13 | 13 | 13 | 13 | 13 | 13 | 13 | 13 |

## Parlamento de las Islas Baleares

### Diputados obtenidos por partido (1983-2023)
|                        | Partido Popular de las Islas Baleares    | PPIB      | 4  | 5  | 6  | 7  | 6  | 6  | 6  | 8  | 5  | 4  | 5  |
|                        | Partido Socialista de las Islas Baleares | PSIB-PSOE | 5  | 5  | 5  | 4  | 5  | 6  | 6  | 4  | 3  | 4  | 4  |
|                        | Partit Socialista de Menorca             | PSM       | 2  | 2  | 0  | 1  | 1  | 1  | 1* | 1  | 3  | 2  | 2  |
|                        | Més per Menorca                          | MxME      |    |    |    |    |    |    |    |    | 3  | 2  | 2  |
|                        | Izquierda Unida de las Islas Baleares    | EUIB      |    | 0  | 2  | 1  | 1  | 0  | 0  | 0  | 0  | 2  | 1  |
|                        | Podem Illes Balears                      | PODEM     |    |    |    |    |    |    |    |    | 2  | 2  | 1  |
|                        | Vox                                      | VOX       |    |    |    |    |    |    |    |    |    | 0  | 1  |
|                        | Ciudadanos-Partido de la Ciudadanía      | CS        |    |    |    |    |    |    |    |    | 0  | 1  | 0  |
| Partidos desaparecidos |                                          |           |    |    |    |    |    |    |    |    |    |    |    |
|                        | Centro Democrático y Social              | CDS       | 0  | 1  | 0  |    |    |    |    |    |    |    |    |
|                        | Candidatura Independent de Menorca       | CIM       | 1  |    |    |    |    |    |    |    |    |    |    |
| Total                  | Total                                    | Total     | 12 | 13 | 13 | 13 | 13 | 13 | 13 | 13 | 13 | 13 | 13 |

- En 2007, el Partit Socialista de Mallorca y Els Verds de Mallorca se presentaron en coalición.

## Senado
Relación de senadores electos por la circunscripción:
| Legislatura   | Senador/a                                                            | Partido político |
| ------------- | -------------------------------------------------------------------- | ---------------- |
| Constituyente | Guillermo de Olives Pons                                             | UCD              |
| I             | Tirso Pons Pons                                                      | PSOE             |
| II            | Antonio Villalonga Riudavets                                         | PSOE             |
| III           | Antonio Villalonga Riudavets                                         | PSOE             |
| IV            | Martín José Escudero Sirerol                                         | PP               |
| V             | Martín José Escudero Sirerol                                         | PP               |
| VI            | Bernardo Llompart Díaz (1996-1999) Lorenzo Cardona Seguí (1999-2000) | PP               |
| VII           | José Seguí Díaz                                                      | PP               |
| VIII          | José Seguí Díaz                                                      | PP               |
| IX            | Arturo Bagur Mercadal                                                | PSOE             |
| X             | Juana Francisca Pons Vila                                            | PP               |
| XI            | Juana Francisca Pons Vila                                            | PP               |
| XII           | Juana Francisca Pons Vila                                            | PP               |
| XIII          | María del Carme García Querol                                        | PSOE             |
| XIV           | Jordi López Ravanals                                                 | PP               |
| XIV           | Cristóbal Marqués Palliser                                           | PP               |
| XV            | Cristóbal Marqués Palliser                                           | PP               |